# Глуздов Віктор Павлович
Віктор Павлович Глуздо́в (нар. 8 березня 1925, Полтава) — український художник; член Спілки радянських художників України з 1963 року.

## Біографія
Народився 8 березня 1925 року в місті Полтаві (нині Україна). Брав участь у німецько-радянській війні. 1951 року закінчив Київський художній інститут, де навчався, зокрема, у Олександра Фоміна, Олексія Шовкуненка.
Працював оформлювачем книг у видавництвах «Веселка», «Молодь», «Дніпро», «Радянська школа», «Мистецтво», а також у журналах «Піонерія», «Барвінок», «Малятко»; та на Київському комбінаті монументально-декоративного мистецтва.
Мешкав у Києві в будинку на Русанівському бульварі, № 10, квартира № 32.

## Творчість
Працював у галузях книжкової графіки і станкового живопису. Оформив книги:
- «Оповідання» Максима Горького (1955);
- «Морське вовченя» Майна Ріда (1957);
- «Камінна душа» Гната Хоткевича (1958);
- «Лукія» і «Лісничиха» Олеся Донченка (1959);
- «Котигорошко», українська народна казка (1960);
- «Зимовий вітер» (1962) та «Хвилі Чорного моря» (1964) Валентина Катаєва;
- «Кулемет» (1966);
- «Діти підземелля» Володимира Короленка (1967);
- «Героїчна юність», збірка (1967);
- «Казка про гучний барабан» Софії Могилевської до збірки «Вічно живі» (1967);
- «Мені тринадцятий минало» Тараса Шевченка (1971);
- «Пожар» за Самуїлом Маршаком (1986).

Створив комплекти картин за книгою «Василий Теркин» Олександра Твардовського (1985). Серед живописних творів — «Весна» (1980), «Скоро весна» (1998), «Спека спадає» (1999).
Брав участь у республіканських виставках з 1960 року, всесоюзних — з 1956 року, зарубіжних — з 1959 року. Окремі роботи зберігаються у Херсонському художньому музеї.